# مامورو ميانو
مامورو ميانو (宮野真守 ميانو مامورو) هو ممثل ياباني ولد في 8 يونيو 1983 في أوميا، سايتاما.

## أدواره في التوكوساتسو
- ألترامان X - ألترامان زيرو (صوت)
- ألترامان جيد - ألترامان زيرو (صوت)
- ألترامان تايغا - ألترامان زيرو (صوت)
- ألترامان زد - ألترامان زيرو (صوت)

## أدواره في الأنمي

### مسلسلات أنمي تلفزيونية
- ديث نوت - لايت ياغامي
- آيشيلد 21 - هاروتو ساكورابا
- كاتو هارو - المحقق المليونير
- نادي مضيفي ثانوية أوران - تاماكي سوؤو
- دي جرايمان - شاوجي هان
- البدلة المتنقلة جاندام 00 - سيتسونا إف سيي
- فامباير نايت - زيرو كيريو، إيتشيرو كيريو
- فامباير نايت Guilty - زيرو كيريو، إيتشيرو كيريو
- سول إيتر - ديث ذا كيد
- يوغي GX - أبيدوس الثالث
- يوغي ZEXAL - ديفون نوكس
- إل كازادور دي لا بروها - L.A.
- وولفز راين - كيبا
- إيوريكا سفن - موندوغي
- الرمية الكبرى - ريو ناكازاوا
- الرمية الكبرى: بطولة الصيف - ريو ناكازاوا
- ساندز أوف ديستراكشن - كيريي إيلونيس
- سكيب بيت! - شوتارو/شو فوا
- كوروزوكا - كورو
- سوتن كورو - تساو تساو
- دراغونوت -ذا ريزونانس- - أسيم جمال
- جويلبيت - كيغو تايتو
- سوزوكا - كازوكي تسودا
- خيميائي الفولاذ: فل ميتال ألكيميست - لينغ ياو
- متجر الكعك الغربي الأثري - إيجي كاندا
- دورارارا!! - ماساومي كيدا
- دورارارا!! ×2 المقدمة - ماساومي كيدا
- دورارارا!! ×2 المنتصف - ماساومي كيدا
- دورارارا!! ×2 الخاتمة - ماساومي كيدا
- هايسكول اوف ذا ديد - هيساشي إيغو
- بوكيمون بلاك/وايت - سايلان
- الخيانة تعرف اسمي - شوسي أوسوي
- ستار درايفر - تاكوتو تسوناشي
- إينازوما إليفن - فوبوكي شيرو ، فوبوكي أتسويا
- ستاينز؛غيت - رينتارو أوكابي
- ستاينز؛غيت 0 - رينتارو أوكابي
- بن تو - يو كانيشيرو/الساحر
- أسطورة أراتا - ياتاكا
- فري! - رين ماتسوؤكا
- فري! Eternal Summer - رين ماتسوؤكا
- غاتشامان كراودز - بيرغ كاتزي
- كارنفال - يوغي
- ماغي: The Kingdom of Magic - مو ألكسيوس
- فالفريف الثوري - ها-نوين
- حرب السحر - تاكيشي ناناسي
- كيه - ساروهيكو فوشيمي
- كيه RETURN OF KINGS - ساروهيكو فوشيمي
- هاجيمي نو إيبو Rising - غينجي كاموغاوا (أيام الشباب)
- الخادم الأسود Book of Circus - جوكر
- طوكيو غول - شو تسوكياما
- طوكيو غول A√ - شو تسوكياما
- ميكاكوسيتي أكتورز - كونوها
- ماجيك كايتو 1412 - ساغورو هاكوبا
- الخطايا السبع المميتة - غيلثندر
- الخطايا السبع المميتة: تلميحات الحرب المقدسة - غيلثندر
- الخطايا السبع المميتة: إعادة إحياء الوصايا - غيلثندر
- الخطايا السبع المميتة: غضب الحراس - غيلثندر
- شو باي روك!! - شو زو
- شو باي روك!!# - شو زو
- فصل الاغتيال - غاكوشو أسانو
- جبهة حاجز الدم - دوغ هامر
- أمراء الغناء 1000% - توكيا إيتشينوسي
- أمراء الغناء 2000% - توكيا إيتشينوسي
- أمراء الغناء ريفولوشنز - توكيا إيتشينوسي
- أمراء الغناء ليجند ستار - توكيا إيتشينوسي
- أوشيو و تورا - غيريو
- ون بنش مان - أمايماسك
- بونغو ستراي دوغز - أوسامو دازاي
- كابانيري الحصن الحديدي - بيبا
- دايز - كييتشي أوشيبا
- يوري أون آيس - جان جاك لوروا
- برينس أوف سترايد ألترنيتيف - ريجي سوا
- يواموشي بيدال NEW GENERATION - تاكوتو أشيكيبا
- يواموشي بيدال GLORY LINE - تاكوتو أشيكيبا
- أوفرلورد - باندوراز أكتور
- لعبة الملك ذي أنيميشن - نوبواكي كانازاوا
- كروس أنج: رقصة الملاك و التنين - تاسك
- بيرسونا 5: ذا أنيميشن - ريوجي ساكاموتو
- ديفلز لاين - تاماكي أنزاي
- حرب الكواكب: الأطروحة الجديدة - بشار
- زومبي لاند ساغا - كوتارو تاتسومي
- سارازانماي - ريو نيبوشي
- كاردفايت!! فانغارد (2018) - كوجي إيبوكي
- تشيهايافورو - تايتشي ماشيما
- فريق الإطفاء الناري - بينيمارو شينمون
- فريق الإطفاء الناري: الجزء الثاني - بينيمارو شينمون
- كارول آند تيوزداي - إرتيغان
- إن/سبيكتر - كورو ساكوراغاوا
- هايكيو!! TO THE TOP - أتسومو ميا
- هنتر x هنتر (2011) - كرولو لوسيلفر
- المحقق المليونير Balance:UNLIMITED - هارو كاتو

### أنمي الإنترنت
- سيلور مون كريستال - برينس ديماند
- سوشي نينجا - تاماغو
- برذرهود: فاينل فانتسي XV - إغنيس ساينسيا
- بلوتو (مانغا) - إيبسلون

### أوفا أنمي
- تسوباسا طوكيو ريفيليشن - كاموي
- فتاة الثقافة: ميموار - ريوتو ساكوراي
- فيت/بروتوتايب - رايدر

### أفلام أنمي
- سيف الغريب - جوروتا
- فتاة الثقافة - ريوتو ساكوراي
- إينازوما إليفن: هجوم الجيش الأقوى أوغر - شيرو فوبوكي
- فيلم البدلة المتنقلة جاندام 00: أ ويكينينغ أوف ذا تريلبليزر - سيتسونا إف سيي
- سلسلة أفلام بوكيمون
  - فيلم بوكيمون بلاك: فيكتيني و ريشيرام - سايلان
  - فيلم بوكيمون وايت: فيكتيني وزيكروم - سايلان
  - فيلم بوكيمون: كيوريم ضد سيف العدالة - سايلان
  - فيلم بوكيمون: جينيسيكت و نهوض الأسطورة - سايلان
- فيلم يواموشي بيدال - شين يوشيموتو
- شبه الإنسان - كي ناغاي
- هال - ريو
- 009 ري:سايبورغ - 009
- فوسي: يوميات فتاة المسدس - شينو
- الصبي والوحش - إيتشيروهيكو (أيام الشباب)
- سلسلة أفلام إينيشال دي الجديدة
  - فيلم إينيشال دي الجديد Legend1: الصحوة - تاكومي فوجيوارا
  - فيلم إينيشال دي الجديد Legend2: المتسابق - تاكومي فوجيوارا
  - فيلم إينيشال دي الجديد Legend3: حلم اليقظة - تاكومي فوجيوارا
- بينو: ربيع السابعة عشر - يوجين
- بينو: رومنسية طوكيو - يوجين
- ثلاثية أفلام غودزيلا
  - غودزيلا: كوكب الكايجو - هاروؤو ساكاكي
  - غودزيلا: مدينة على شفير القتال - هاروؤو ساكاكي
  - غودزيلا: آكل الكواكب - هاروؤو ساكاكي
- كيه MISSING KINGS - ساروهيكو فوشيمي
- بونغو ستراي دوغز DEAD APPLE - أوسامو دازاي
- بلام! - ستيزو
- هاي سبيد! فري! ستارتنغ ديز - رين ماتسوؤكا
- فري! تايمليس ميدلي - رين ماتسوؤكا
- فري! تيك يور ماركز - رين ماتسوؤكا
- كاردفايت!! فانغارد: نيون ميسايا - كوجي إيبوكي
- هيومان لوست: لم يعد بشرا - يوزو أوبا

## أدواره في ألعاب الفيديو
- سلسلة كينغدوم هارتس
  - كينغدوم هارتس - ريكو
  - كينغدوم هارتس: تشين أوف ميموريز - ريكو
  - كينغدوم هارتس II - ريكو
  - كينغدوم هارتس 3D: دريم دروب ديستانس - ريكو
- تيلز أوف فيسبيريا - فلين شيفو
- تيلز أوف ذا وورلد: ريف يونايتيا - فلين شيفو
- بيرسونا 5 - ريوجي ساكاموتو
- بيرسونا 5 رويال - ريوجي ساكاموتو
- بيرسونا 5 دانسينغ إن ستارلايت - ريوجي ساكاموتو
- فاينل فانتسي XV - إغنيس ساينسيا
- برينس أوف سترايد - ريجي سوا
- ديمون برايد - كوؤن سوميراغي، جادج
- سلسلة ألعاب إس دي جاندام جي جينيريشن
  - إس دي جاندام جي جينيريشن أوفر وورلد - سيتسونا إف سيي

## أدواره في الدبلجة اليابانية
- سلسلة أفلام هاري بوتر
  - هاري بوتر وحجر الفيلسوف - بيرسي ويزلي
  - هاري بوتر وحجرة الأسرار - بيرسي ويزلي
  - هاري بوتر وسجين أزكابان - بيرسي ويزلي
- لوراكس - تيد
- أنا الحقير 2 - أنطونيو بيريز
- بيرسي جاكسون والأوليمبونس: لص البرق - بيرسي جاكسون
- بيرسي جاكسون: بحر من الوحوش - بيرسي جاكسون
- ماي ليتل بوني: فرندشيب إز ماجيك - شاينينغ آرمور
- سبايدرمان: إنتو ذا سبايدر-فيرس - بيتر باركر/سبايدرمان الأصلي
- وحوش مذهلة وأين تجدها - نيوت سكاماندر

## وصلات خارجية
- مامورو ميانو على موقع IMDb (الإنجليزية)
- مامورو ميانو على موقع ميتاكريتيك (الإنجليزية)
- مامورو ميانو على موقع ميتاكريتيك (الإنجليزية)
- مامورو ميانو على موقع ميتاكريتيك (الإنجليزية)
- مامورو ميانو على موقع روتن توميتوز (الإنجليزية)
- مامورو ميانو على موقع ألو سيني (الفرنسية)
- مامورو ميانو على موقع ميوزك برينز (الإنجليزية)
- مامورو ميانو على موقع أول موفي (الإنجليزية)
- مامورو ميانو على موقع أول ميوزيك (الإنجليزية)
- مامورو ميانو على موقع ديسكوغز (الإنجليزية)